# Jaculus
A Jaculus az emlősök (Mammalia) osztályának rágcsálók (Rodentia) rendjébe, ezen belül az ugróegérfélék (Dipodidae) családjába tartozó nem.

## Rendszerezés
A nembe az alábbi 3 faj tartozik
- Blanford-ugróegér (Jaculus blanfordi) Murray, 1884
- egyiptomi ugróegér (Jaculus jaculus) Linnaeus, 1758 - típusfaj
- nagy ugróegér (Jaculus orientalis) Erxleben, 1777
- ?türkmén ugróegér (Jaculus turcmenicus) Vinogradov & Bondar, 1949 - ezt a fajt a legtöbb rendszerező azonosnak tartja a Jaculus blanfordi-val